# Trímetro
Un trímetro es un tipo de verso de la métrica grecolatina que consta de tres metros, frecuentemente utilizado en obras carácter cómico y satírico.
Su variante más conocida es el trímetro yámbico, formado por tres metros yámbicos.
Otra modalidad es el trímetro yámbico coliambo, o 'cojo', que se diferencia del anterior en que la penúltima sílaba siempre es larga y el anceps anterior es a menudo también largo.
- Datos: Q6153504